# Potencia de fuego

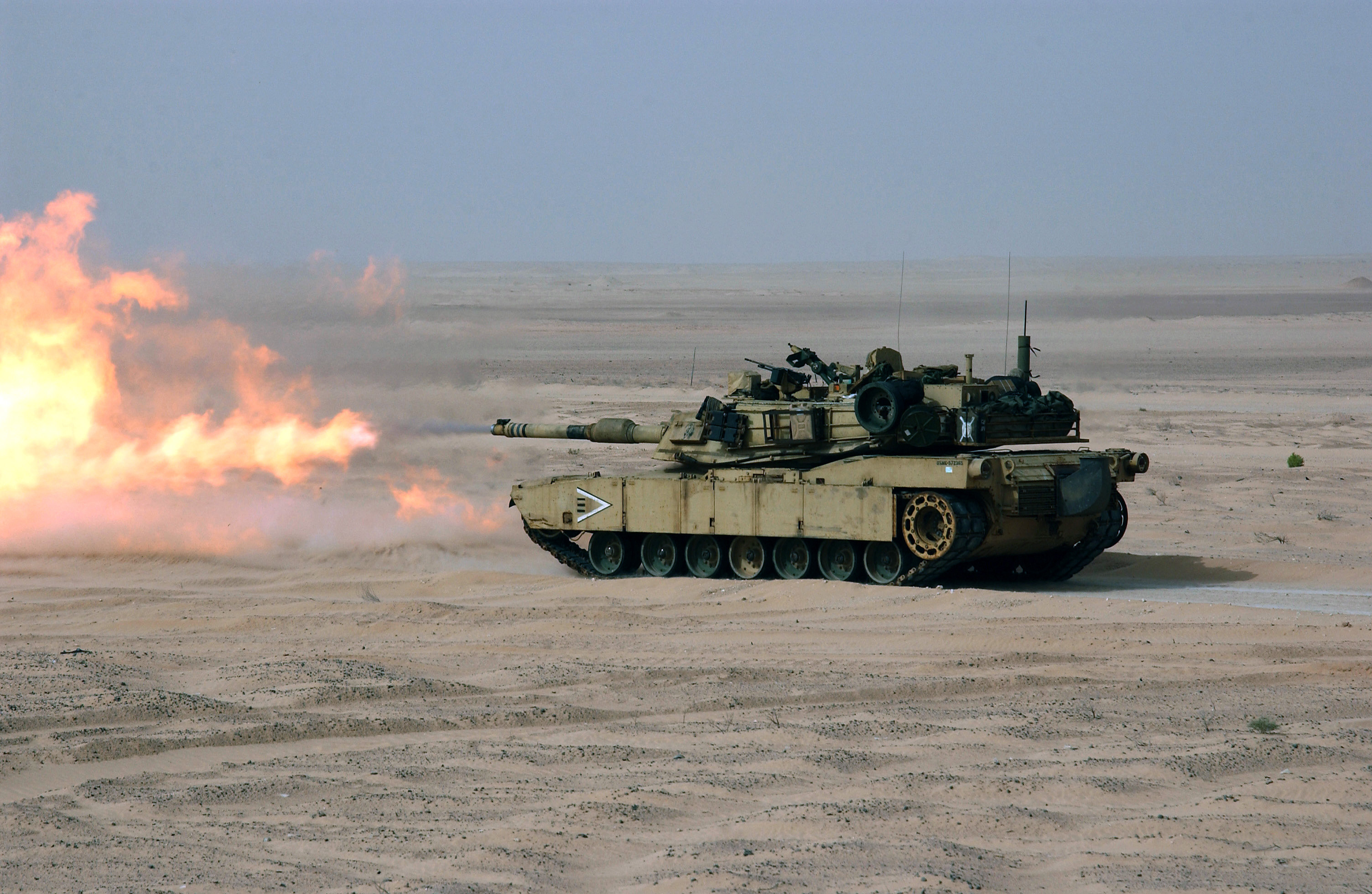
Un carro de combate M1 Abrams disparando su cañón principal.

La potencia de fuego es la capacidad militar para dirigir fuerza contra un enemigo. La potencia de fuego implica la gama entera de armas potenciales. El concepto es generalmente enseñado como uno de los tres principios claves de la guerra moderna en la que las fuerzas enemigas son destruidas o renuncian a luchar por un uso suficiente y superior de la fuerza como resultado de las operaciones de combate. A través del tiempo, la potencia de fuego ha venido a significar el poder ofensivo aplicado desde una distancia, por lo que se contempla como la capacidad del conjunto del armamento, en lugar de valorar el efecto del combate uno contra uno. La potencia de fuego es un elemento utilizado para mantener a las fuerzas enemigas en un rango donde pueden ser derrotadas o pueda ser minada su voluntad de seguir combatiendo.